# 노란 손수건 (1984년 드라마)
《노란 손수건》은 1984년 10월 5일에 방영된 KBS 1TV 청소년문학관 시리즈 중 열일곱 번째 작품이다.

## 줄거리
지선은 변호사인 아버지와 자상한 어머니, 그리고 오빠 동우와 평화롭고 행복하게 살아가고 있다. 하지만 부모님은 그날에는 항상 우울해 하는데, 20여 년 전에 잃어버린 언니 지연의 생일 날이다. 어느 날 동우의 친구 태민이 불청객처럼 이 집에 찾아오는데, 태민은 대학시험에 실패하고 부모님은 시골에서 목장일을 거들기를 바라는데 그것을 따를 수 없어 집을 나온 것이다. 그 와중에서도 태민은 같은 고향사람이라는 정으로 부모없이 어린 형제끼리 사는 상화와 상진을 알고 지낸다.

## 등장 인물

### 주요 인물
- 김은선 : 지선 역
- 김기복 : 태민 역 - 동우의 친구
- 김성근 : 혜림 역
- 이구순 : 동우 역 - 지선의 오빠
- 김영선 : 상진 역

### 그 외 인물
- 백일섭 : 지선의 아버지 역
- 반효정 : 지선의 어머니 역
- 박주아 : 상진과 상화의 어머니 역
- 백찬기 : 변호사 사무실 사무장 역
- 노영화 : 변호사 사무실 사무원 역
- 황치훈 : 상화 역 - 상진의 동생